# Lawford Davidson
Lawford Davidson (1890 – 1964) foi um ator de cinema britânico.

## Filmografia selecionado
- The Garden of Resurrection (1919)
- The Lure of Crooning Water (1920)
- Testimony (1920)
- The Grass Orphan (1922)
- The Starlit Garden (1923)
- The Passionate Friends (1923)
- The Great Well (1924)
- Miami (1924)
- Wildfire (1925)
- Bright Lights (1925)
- A Little Journey (1927)
- The Patent Leather Kid (1927)
- The Overland Telegraph (1929)
- The Vagabond King (1930)
- Hell's Angels (1930)